# Jannis Lang
Jannis Lang (* 12. Juli 2002 in Potsdam) ist ein deutscher Fußballspieler.

## Karriere

### Verein
Nach seinen Anfängen in der Jugend der SG Geltow, der Potsdamer Kickers und von Energie Cottbus wechselte er im Sommer 2017 in die Jugendabteilung des VfL Wolfsburg. Nach insgesamt 22 Spielen in der B-Junioren-Bundesliga und 13 Spielen in der A-Junioren-Bundesliga, bei denen ihm insgesamt fünf Tore gelangen, wurde er im Sommer 2020 in den Kader der 2. Mannschaft seines Vereins in der Regionalliga Nord aufgenommen. Nachdem seine Mannschaft am Ende der Saison 2020/21 vom Spielbetrieb abgemeldet wurde, kam er nur noch zu sechs Spielen in der Saison 2021/22 in der UEFA Youth League und stand einmal im Oktober 2021 im Kader der Bundesligamannschaft, ohne allerdings zum Einsatz zu kommen.
Im Winter 2022 erfolgte sein Wechsel zum FC Erzgebirge Aue in die 2. Bundesliga. Dort kam er auch zu seinem ersten Einsatz im Profibereich, als er am 5. April 2022, dem 26. Spieltag, bei der 0:4-Auswärtsniederlage gegen den Hamburger SV in der 84. Spielminute für Erik Majetschak eingewechselt wurde.
Ende August 2022 wechselte er in die Regionalliga Nordost zum Berliner AK 07. Für den BAK bestritt er 27 Regionalliga-Spiele in der Saison 2022/23 und wechselte zur anschließenden Saison 2023/24 zur zweiten Mannschaft von Hansa Rostock, die in die Regionalliga Nordost aufgestiegen war. Ende November 2023 stand er unter Alois Schwartz bei einem Zweitligaspiel erstmals im Spieltagskader der Profis. Eine Woche später, am 3. Dezember 2023, folgte sein erster Einsatz beim Auswärtsspiel gegen den Karlsruher SC (2:2). Bis Saisonende bestritt er acht Spiele in der 2. Bundesliga. Beide Hansa-Mannschaften, für die Lang aufgelaufen war, mussten 2024 den Abstieg hinnehmen.
Im September 2024 wurde er für die Saison 2024/25 an den Regionalligisten Babelsberg 03 in seiner Heimatstadt Potsdam verliehen. Mit den Nulldreiern erreichte er den 13. Tabellenplatz und absolvierte 22 Spiele und zur Spielzeit 2025/26 fest vom SVB unter Vertrag genommen.

### Nationalmannschaft
Lang bestritt für die U-15, U-16, U-17 und U-19 des Deutschen Fußball-Bundes in den Jahren 2017 bis 2020 insgesamt 18 Länderspiele, bei denen ihm zwei Tore gelangen.